# کوله‌پشتی (برنامه تلویزیونی)
برنامه تلویزیونی کوله پشتی یکی از پرطرفدارترین مجموعه های تلویزیونی ایران بود که در ۴ سری، از تابستان ۱۳۸۳ تا تابستان ۱۳۸۶، از شبکه سه سیمای جمهوری اسلامی ایران پخش شد.
کارشناسان موفقیت این مصاحبه تلویزیونی را در عوامل متعددی همچون مجری این برنامه، ریتم تند موسیقی و تیتراژ این برنامه و موضوعات و افراد دعوت شده در این برنامه می‌دانند.
ریتم تند و موسیقی این برنامه به گونه‌ای تقلیدی از برنامه‌های ماهواره‌ای است تا جایی که استفاده از خوانندگانی همچون رضا صادقی در این برنامه یا ساختن وله‌هایی با استفاده از موسیقی‌های غیرمجاز در ایران در این برنامه شکل گرفت.
افراد دعوت شده در این برنامه افرادی بودند که یک ویژگی خاص داشتند، سازندگان این برنامه افرادی همچون علی اکبر ولایتی وزیر امور خارجه اسبق ایران، نفرات اول کنکور ایران و ... را دعوت کردند. اما آنچه باعث رونق این برنامه شد پخش مصاحبه با فردی بنام خانم آرین، یک بازگشته با دین اسلام بود.

## انتقاد از پلیس
فرزاد حسنی در یکی از برنامه‌هایی که با احمدرضا رادان فرمانده انتظامی تهران داشت به عملکرد پلیس در جریان طرح ارتقای امنیت اجتماعی اعتراض کرد و همین امر باعث حذف او از برنامه و جایگزینی او با امیر حسین مدرس و نهایتاً تعطیلی برنامه پس از چند قسمت شد.
گرچه وی در قسمت بعدی برنامه و مصاحبه با قاضی سعید مرتضوی (یکی دیگر از مجریان طرح ارتقای امنیت اجتماعی) شرکت کرد و پس از آن در تلویزیون ظاهر نشد.
خسرو نقیبی یکی از نویسندگان برنامه در این باره می‌گوید:
اتفاقی که باید می‌افتاد، افتاد گمانم. باید ثابت می‌شد که حتی با «یک» برنامهٔ نزدیک به آنچه می‌خواستیم می‌شود به صفحهٔ اول روزنامه‌ها رفت و باید مشخص می‌شد فرق اجرای خوب و بد. فرزاد را چه دوست داشته باشید و چه نه، اجرای شب سی تیر در حافظهٔ تاریخ ثبت شد و یک مقیاس در اجرای تلویزیونی به دست داد که چندان شیشه‌ای نیست و فکر نمی‌کنم به این زودی‌ها بشکند.